# Метростанция „Ломско шосе“
Метростанция „Ломско шосе“ е метростанция от линия М2 на Софийското метро, въведена в експлоатация на 31 август 2012 г.

## Местоположение
Метростанция „Ломско шосе“ е ситуирана на кръстовището на бул. „Ломско шосе“ с ул. „Острова“ или по-точно с бъдещата Западна тангента. Вестибюлът се намира на първо подземно ниво в центъра на кръгово кръстовище, като връзката с метростанцията се осъществява от две групи по 3 ескалатора, а подходите са реализирани чрез 4 подлеза под уличното платно.
| № | Име на вход/изход | Достъпност |
| - | ----------------- | ---------- |
| 1 | бул. Ломско шосе  |            |
| 2 | ул. Острова       |            |
| 3 | ж.к. Връбница 2   | асансьор   |
| 4 | ж.к. Връбница 1   | асансьор   |

## Архитектура
Тя е със странични перони, с дължина 105 m, надземна, едноотворна със сводов покрив, изграден от прозрачен поликарбонат със син оттенък. Външните стени на пероните са с прозорци, от които се открива панорамен изглед към парка, р. Какач и към станция „Обеля“. Настилката е от гранитогрес в бежова гама цветове и сини елементи, комуникиращи с небесния цвят на прозрачния покрив.
Дизайн: арх. Слави Гълъбов, арх. Виолета Николова
Проектант метални конструкции: проф. Петър Стайков

## Връзки с градския транспорт

### Автобусни линии
Метростанция „Ломско шосе“ се обслужва от 1 автобусна линия от дневния градски транспорт:
- Автобусни линии от дневния транспорт: 26